# Ringdorp

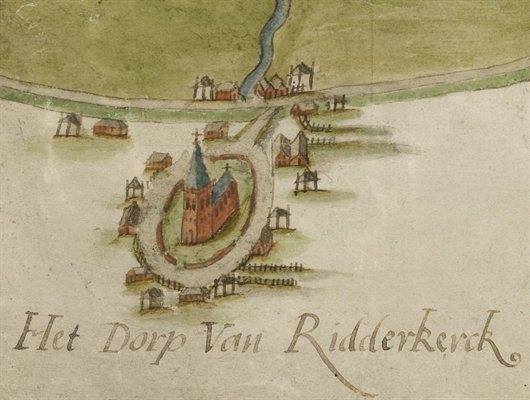
Ringdorp Ridderkerk nog zonder gracht op een kaart van Jan Potter uit 1584

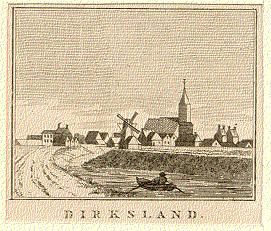
Ringdorp Dirksland op een kopergravure van rond 1780

Een (kerk)ringdorp is een Nederlands dorpstype in het bedijkingslandschap van de Zeeuwse en Zuid-Hollandse eilanden. Een ringdorp bestaat meestal uit een centraal punt met daarop een kerk en daaromheen het kerkhof. Het wordt door een gracht van de er rond lopende straat met bebouwing gescheiden. De oorspronkelijk in veel dorpen aanwezige gracht is in veel dorpen gedempt; in Dreischor, Noordgouwe, Dirksland en Nieuwe-Tonge is ze nog aanwezig. De gracht van het ringdorp Ridderkerk werd pas in 1602 gegraven.
De meeste ringdorpen zijn ontstaan aan het einde van de 12e en het begin van de 13e eeuw.

## Voorbeelden van ringdorpen

### Zeeland
- Biggekerke
- Dreischor
- Grijpskerke
- Haamstede
- 's-Heer Hendrikskinderen
- 's-Heer Abtskerke
- 's-Heer Arendskerke
- Kats
- Kapelle
- Kerkwerve
- Koudekerke
- Kloetinge
- Nieuwerkerk
- Noordgouwe
- Noordwelle
- Oud-Sabbinge
- Ouwerkerk
- Poortvliet
- Oud-Vossemeer
- Sint-Annaland
- Renesse
- Serooskerke

### Zuid-Holland
- Ooltgensplaat
- Oostvoorne
- Ouddorp
- Oude-Tonge
- Oudenhoorn
- Middelharnis
- Ridderkerk
- Sommelsdijk
- Dirksland
- Nieuwe-Tonge